# Storsjön (Horla socken, Västergötland)
Storsjön är en sjö i Vårgårda kommun i Västergötland och ingår i Göta älvs huvudavrinningsområde. Sjön är 13 meter djup, har en yta på 0,255 kvadratkilometer och befinner sig 103,9 meter över havet.